# Dower Moraes Cavalcante
Dower Moraes Cavalcante (Iguatu, 3 de agosto de 1951 — Fortaleza, 11 de outubro de 1992), foi um guerrilheiro brasileiro atuante na Guerrilha do Araguaia, além de médico e professor da Faculdade de Medicina da Universidade Federal do Ceará.

## Formação acadêmica e juventude
Dower estudou no Colégio Militar de Fortaleza, onde começou a se destacar como líder estudantil. Durante a Ditadura militar brasileira, em 1970, foi eleito para a diretoria do Centro dos Estudantes Secundaristas do Ceará (CESC) e assumiu a responsabilidade pelo jornal da União Brasileira dos Estudantes Secundaristas (UBES). Em julho do mesmo ano, tornou-se diretor da UBES.

## Envolvimento político e Guerrilha do Araguaia
No dia 7 de setembro de 1970, durante um comício no Colégio Estadual Presidente Castelo Branco, em Fortaleza, Dower recebeu voz de prisão de um sargento. Durante a tentativa de captura, houve troca de tiros, e ele fugiu, pois seu amigo Custódio Saraiva Neto estava portando um revolver 38SPL, passando os dois a serem procurados pelos agentes da repressão. Refugiou-se em São Paulo, onde foi aliciado por Carlos Nicolau Danielli, dirigente nacional do Partido Comunista do Brasil (PCdoB). Posteriormente, seguiu para Xambioá, no sul do Pará, onde participou do treinamento militar para a Guerrilha do Araguaia, recebendo o codinome "Domingos".
Em junho de 1972, durante a primeira campanha militar contra o movimento, foi preso pelas forças armadas. Passou por diversas instalações militares, incluindo a base de Xambioá, um quartel em Belém do Pará, o Pelotão de Investigações Criminais (PIC) em Brasília, o DOI-CODI em São Paulo e o  Presídio Tiradentes. Durante esse período, foi submetido a interrogatórios, incluindo choques elétricos, simulações de afogamento e uso da "cadeira de dragão". Foi também levado várias vezes para a região de Xambioá para identificar guerrilheiros mortos.
Cumpriu pena no Instituto Penal Paulo Sarasate (IPPS), na Grande Fortaleza, totalizando quatro anos de prisão. Durante seu encarceramento, completou os estudos e foi aprovado no vestibular de Farmácia em 1975 pela Universidade Federal do Ceará (UFC).

## Carreira médica e retorno ao Araguaia
Após ser libertado em maio de 1976, Dower foi aprovado no vestibular de Medicina na UFC no mesmo ano. Tornou-se médico sanitarista e professor na Faculdade de Medicina, atuando até sua morte precoce em 1992.
Já estabelecido como médico e professor, Dower retornou por quatro vezes à região da Guerrilha do Araguaia. Em 1991, participou das buscas e da exumação dos restos mortais de guerrilheiros no cemitério de Xambioá. Anos mais tarde, após análises de DNA, foram reveladas as identidades dos dois únicos corpos reconhecidos oficialmente pela União como combatentes mortos durante a Guerrilha do Araguaia: Maria Lúcia Petit e Bergson Gurjão Farias.
Dower morreu em 1992, de infarto agudo no miocárdio.

## Homenagens
Em 2007, o Conselho das Secretarias de Saúde do Ceará (COSEMS/CE) criou a Medalha Dower Cavalcante, destinada a pessoas e instituições que se destacam na promoção de uma saúde equânime e integral.